# Noircissement d'argent
Le noircissement d'argent est l'inverse du blanchiment d'argent.
Si la préoccupation principale des organisations criminelles est de réinjecter des revenus illicites dans l'économie officielle, le souci d'une entreprise privée qui souhaiterait développer des activités illicites (comme la corruption de fonctionnaires ou de personnalités politiques, le financement illégal des partis politiques) est, à l'inverse, de générer des fonds occultes et de l'argent noir en liquide. 
Autrement dit, si le blanchiment d'argent consiste à dissimuler l'origine de fonds « sales », le noircissement, quant à lui, consiste à dissimuler la destination de fonds « propres » de façon que les sommes ne puissent pas être retracées vers l'entreprise.

## Exemple de cas
L'affaire Elf fournit un florilège des techniques de noircissement : des jeux de surfacturation ou sous-facturation lors d'opérations immobilières, portage par des intermédiaires lors d'opérations d'achat ou de vente de sociétés étrangères, sous-traitance des opérations par des filiales dans des paradis bancaires, commissions factices par des intermédiaires factices, etc.
Dans l'affaire des surfacturations aux PTT puis à France Télécom, les cadres qui ont participé aux opérations sont rémunérés sous forme d'avantages en nature.